# No et moi
 (avril 2021).
Si vous disposez d'ouvrages ou d'articles de référence ou si vous connaissez des sites web de qualité traitant du thème abordé ici, merci de compléter l'article en donnant les références utiles à sa vérifiabilité et en les liant à la section « Notes et références ».
Pour les articles homonymes, voir No et No et moi (film).
No et moi est un roman français de Delphine de Vigan publié le 22 août 2007 aux éditions J.C. Lattès et ayant reçu le prix des Libraires l'année suivante.

## Résumé
Lou Bertignac est une jeune surdouée (160 de QI) âgée d'à peine treize ans, et elle a des questions plein la tête. Lou se sent totalement rejetée du fait de ses deux années d’avance au lycée ; elle se met à l’écart et culpabilise sur ses difficultés à avoir de véritables relations sociales avec les autres élèves, de plus elle est secrètement amoureuse de Lucas Muller, son camarade de classe âgé de dix-sept ans et qui n'est pas sans sentiments pour elle.
Lucas vit seul dans un appartement que son père a quitté un an plus tôt en ne laissant qu'une lettre, pour aller au Brésil d'où il envoie régulièrement de l'argent et des cartes postales ; sa mère a très vite trouvé un homme avec lequel Lucas ne s'entend pas vraiment, et elle vit désormais à Neuilly, ne revenant que certains week-ends. Possédant une connaissance encyclopédique, Lou est dans une famille dysfonctionnelle, puisque sa mère est traumatisée par la mort subite de sa fille Thaïs, alors nourrisson, quelques années plus tôt. Son père feint la bonne humeur en permanence pour masquer ses problèmes.
Lorsque le moment arrive de choisir le thème d’un exposé au lycée son professeur de Sciences Économiques et Sociales (discipline du tronc commun de seconde), M. Marin, qui a remarqué qu'elle n'avait rien prévu, lui demande ce qu'elle compte choisir. Lou, paniquée à l’idée de se faire remarquer, choisit un sujet particulièrement difficile : elle décide d’aborder le thème des sans-abris, qui va la confronter à la dureté du monde qui l’entoure. Elle espère trouver une excuse pour échapper à l'exposé quand elle rencontre, à la gare d'Austerlitz, une jeune sans-abri du nom de Nolwenn, surnommée No. Cette jeune femme à peine plus âgée qu'elle, au visage marqué par les stigmates de la vie de la rue, a les vêtements sales et des difficultés à s’exprimer. No a 18 ans et elle est à la rue depuis quelques mois. Lou discute avec elle et se rend compte de la similitude entre No et son projet et lui demande son aide pour son travail (pendant qu'elles boivent un verre dans un café) et la jeune femme accepte
Après son exposé (qu'elle a réussi), elle cherche No car, entre les deux filles, une véritable amitié est née. Mais celle-ci la repousse : elles ne sont pas du même monde. Lou a fini par s’attacher à son histoire, et le côté écorchée vive, sauvage et rebelle de No interpelle la lycéenne. La mère de No, Suzanne, a été violée par quatre hommes et est tombée enceinte à 15 ans ; elle n'a jamais voulu la toucher, ni la regarder, ce qui fait qu'elle fut élevée par ses grands-parents (sa mère vivant avec elle, alors), puis Suzanne a rencontré un homme qui travaillait à Choisy-le-Roi et qui l'a emmenée à Paris.
À l'âge de sept ans, No a trouvé sa grand-mère morte et part vivre avec sa mère et l'homme qui s'occupe bien d'elle, alors que sa mère garde la même attitude qu'avant, ce qui cause bien des disputes, jusqu'au jour où l'homme part, que sa mère commence à boire et à maltraiter sa fille par négligence. No est retirée à la garde de sa mère et mise en famille d'accueil chez les Langlois où elle a commencé à fuguer, puis est alors placée en internat lorsqu'elle avait 12 ans où elle a rencontré Loïc (son premier amour) et Geneviève (une amie). Quand ceux-ci sont partis, elle a fugué et s'est retrouvée à la rue.
Lou découvre alors un monde terrible où des hommes et des femmes dorment comme ils peuvent dans la rue ; les queues pour obtenir un repas chaud et qui s’obligent à marcher constamment pour ne pas mourir de froid. À sa grande stupeur, Lou constate que 200 000 à 300 000 personnes vivent dans la rue en France et que 40 % des personnes sans domicile fixe sont des femmes. Elle apprend, horrifiée, que 70 % des SDF âgés de 16 à 18 ans sont des femmes et que le chiffre est en constante augmentation.
Elle n’admet pas cette violence quotidienne de la pauvreté et petit à petit se mue en véritable militante de l’exclusion sociale. Sa rêverie de préadolescente, avec sa cohorte d’utopie et de préjugés, est mise à mal par la réalité de ce qu’elle voit : la vie ne ressemble donc pas aux affiches du métro et chacun ne trouve pas sa place dans cette société, comme elle l’a toujours envisagée. Lou décide alors de sauver No en lui donnant un toit et une famille pour aider sa nouvelle camarade à reprendre une vie conventionnelle, avec le chômage, l’errance et la solitude comme obstacles, pour se rendre compte qu'elle ne pourra, malgré tout cela, changer le monde. Manquant d’amour et d’affection comme elle, Lucas va aussi prendre part au combat de Lou pour sauver No.
Lou supplie ses propres parents de l'accueillir chez eux pendant quelque temps. Les parents de Lou acceptent d’héberger la jeune SDF dans la chambre prévue pour Thaïs, qui servait de bureau ; bénéfique, la présence de No va ramener l’espoir en la mère de Lou qui va s’occuper d’elle avec amour et courage. L’ex-SDF va alors reprendre une vie sociale avec sa nouvelle famille d’adoption et décrocher un emploi de femme de chambre dans un hôtel de la capitale, avec l'aide de son assistante sociale. Mais sa vie n'est pas si simple : le directeur de l'hôtel n'est pas très sympathique, et No termine ses journées de plus en plus tard en gardant le bar de nuit (et en faisant quelques heures supplémentaires avec les clients). De ce fait, elle commence à boire, à être de mauvaise humeur, à ne plus être régulière et à rapporter de l'alcool chez Lou (No se prostitue). C'est à cette époque qu'elle tente de reprendre contact avec sa mère, Suzanne, mais c'est un échec complet : elle n'a jamais voulu lui ouvrir sa porte.
Un grand tournant a lieu, lorsque Lou et ses parents se rendent en Dordogne pour aider sa tante Sylvie en plein divorce : à leur retour, No est dans un état lamentable et le père de Lou lui demande de partir. Alors, elle part et trouve refuge chez Lucas qui vit seul dans un appartement le plus souvent. Les choses ne s'améliorent pas pour No : elle est de plus en plus souvent ivre et malade ; Lucas a beau se fâcher, ça ne change rien. Parallèlement Lou se révolte de plus en plus contre ses parents et des disputes éclatent.
Mais un jour, la mère de Lucas décide de faire un contrôle dans l'appartement pour vérifier que tout va bien : No doit quitter les lieux. Alors No parle de partir en Irlande pour retrouver son premier amour qui n'aurait jamais cessé de lui envoyer des lettres et Lou décide de partir avec elle à l'aventure. À la gare Saint-Lazare, No fausse compagnie à Lou, qui rentre dès lors chez elle à pied après avoir fichu une belle frousse à ses parents.
Lou et Lucas apprennent, de la bouche de Geneviève, que l'homme qu'aime No n'a jamais envoyé de lettres, une fois installé. Ils retournent à leurs vies après avoir perdu de vue No, et vont finir par se rapprocher pour s'embrasser, concluant le roman.

## Accueil
Le livre se vend à 100 000 exemplaires l'année de sa parution.

## Adaptation
Le roman fait l'objet en 2010 d'une adaptation au cinéma, No et moi, film réalisé par Zabou Breitman ayant pour interprètes Zabou Breitman, Bernard Campan, Julie-Marie Parmentier et Nina Rodriguez.

## Éditions
- No et moi, Éditions J.C. Lattès, coll. « Littérature française », 2007, 285 p. (ISBN 978-2-7096-2861-7, BNF 41061177).
- No et moi, Librairie générale française, coll. « Le Livre de poche » (no 31277), 2009, 248 p. (ISBN 978-2-253-12480-1, OCLC 495349237).